# Катеринівка (Сіверськодонецький район)
Катери́нівка — село в Україні, у Гірській міській громаді Сіверськодонецького району Луганської області. Населення становить 484 осіб.

## Історія
Село постраждало внаслідок геноциду українського народу, вчиненого урядом СРСР у 1932—1933 роках, кількість встановлених жертв — 38 людей.
11 жовтня 2014 року село було обстріляне терористами, 75-річний пенсіонер поранений осколками мінометної міни й госпіталізований.
6 квітня 2015 року село приєднане до контрольованої Україною частини Луганської області. Фактично село знаходиться в нічийній — так званій «сірій» зоні — за крайнім українським блокпостом. Підрозділи українських військових тут не дислокуються, бойовиків «ЛНР» немає. Катеринівка юридично належала до Березівської сільської ради, яку окупували російсько-терористичні загони, тому село відключили від фінансування. Люди почали звертатися до української влади з проханням повернути їх знову до України. Керівник Луганської області Геннадій Москаль привіз у Катеринівку особисто гуманітарну допомогу. 8 вересня 2016 року село приєднане до Золотівської міської ради.
3 травня 2015 року на закладеному фугасі біля Катеринівки при русі по ґрунтовій дорозі підірвалася БРДМ Збройних сил України, загинули два вояки — Юрій Гіль та Аркадій Чухнов, троє зазнали поранень. 19 травня близько полудня поруч із селом Катеринівка військовики помітили рух у лісопосадці в напрямі Стахановця біля самої лінії розмежування та вирушили на розвідку. Біля села знайшли покинуті позиції терористів. Повертаючись на мікроавтобусі з розвідки, загін потрапив у засідку. Терористи обстріляли з мінометів та гармат зі сторони Первомайська й Стаханова, полягли старший лейтенант Олег Булатов, солдати Денис Перепелиця, Вадим Савчак та Микола Щуренко, 2 вояків зазнали поранень. 6 військовиків 15-го батальйону вирушили в БРДМі на допомогу бійцям, які потрапили у засідку. Приблизно о 18:30, рухаючись по ґрунтовій дорозі, БРДМ підірвалась на фугасі. Солдат Руслан Заєць зазнав поранень, несумісних із життям. Тоді ж поліг Сергій Курилко, 3 вояки зазнали поранень.
9 жовтня 2016 року відбувся бій українського підрозділу з ДРГ терористів, кількість жертв окупантів точно невідома, на розтяжці підірвалися два українські вояки; один загинув, другий поранений. 30 квітня 2017 терористи обстріляли позиції механізованої бригади неподалік Катеринівки, загинув вояк ЗСУ, ще два поранені.
З лютого 2018 року повністю під контролем ЗСУ. 17 липня 2018 року під час зосередженого прицільного обстрілу ворогом блок-поста ЗСУ в районі Катеринівки – Золоте-4 загинув уродженець Хмельницького сержант 14-а окремої механізованої бригади Мельник Іван Іванович. 25 листопада 2018 року в селі внаслідок обстрілу взводного опорного пункту був поранений Лахай Віктор, який того ж дня помер.

## Населення
За даними перепису 2001 року населення селища становило 484 особи, з них 74,38 % зазначили рідною українську мову, 25 % — російську, а 0,62 % — іншу.